# Vetranió
Vetranió (en llatí Vetranio) va ser un oficial militar romà, usurpador del tron imperial. Aureli Víctor el descriu com un vell idiota però altres historiadors el jutgen de manera més favorable. Va servir durant anys amb eficàcia i va adquirir notable reputació. Era a més de tracte amable i de maneres senzilles. Va dirigir les legions d'Il·líria i Pannònia i exercia aquest càrrec quan Constant va ser derrotat i el tron usurpat per Magnenci. El seu primer impuls va ser d'escriure a Constanci II i assegurar-li la seva fidelitat i demanant d'avançar ràpidament per tal de castigar el rebel. Però després, a sol·licitud de les seves tropes i de Flàvia Júlia Constantina, la germana gran de Constanci, va assumir ell mateix la porpra imperial a Sírmium al començament de març de l'any 350. Llavors el van festejar les dues parts, i pactà un tractat amb Constanci al que després va abandonar per entrar en aliança amb Magnenci i finalment, després de la conferència de 25 de desembre prop de Sàrdica, va accedir a abdicar del poder que havia exercit durant poc menys de deu mesos a favor de Constanci que el va tractar amb gran consideració, i li permeté retirar-se a Prusa a Bitínia on va passar la resta de la seva vida (6 anys) en tranquil·litat i professant la religió cristiana de la que era adepte.